# Neville Goddard
Neville Lancelot Goddard (Saint Michael, 19 de fevereiro de 1905 – West Hollywood, 1 de outubro de 1972) foi um autor, palestrante e metafísico nascido em Barbados, tendo sido um dos principais expoentes do Novo Pensamento no século XX. 

## Biografia
Filho de Joseph Nathaniel Goddard, comerciante e esposo de Wilhelmina Hinkinson, foi o quarto entre os dez filhos do casal. Aos 17 anos, emigrou para os Estados Unidos, estabelecendo-se em Nova Iorque, onde estudou artes cênicas e começou sua carreira no teatro como bailarino.
Desenvolveu interesse pela metafísica durante uma viagem à Inglaterra com seu grupo de dança, após conhecer Arthur Begbie, que o apresentou ao psiquismo.
Por volta de 1929, teve seu primeiro contato com Abdullah, um rabino etíope que promovia uma forma de cristianismo ancestral, tendo sido seu mentor por cerca de sete anos. Abdullah teria mencionado que ele estava seis meses atrasado para a iniciação, e em seguida, o introduziu aos conhecimentos da cabala e dos significados ocultos atribuídos à Bíblia.
De volta a Nova Iorque, juntou-se a um grupo rosacruciano, decidindo abandonar seu trabalho no teatro e dança para se dedicar à sua carreira como escritor e conferencista, iniciando suas primeiras palestras em 1938.
Fixou residência em Los Angeles em 1955, enquanto ministrava palestras por todo o país. Nesse período, estreou um programa semanal de televisão abordando temas relacionados ao esoterismo e interpretações de citações bíblicas. O programa na época, chegou a registrar uma audiência média de 300 mil telespectadores, mas foi encerrado por falta de patrocínio.
Morreu em sua residência, em West Hollywood, no dia 1 de outubro de 1972, aos 67 anos.
Em 2022, cinquenta anos após sua morte, Mitch Horowitz, autor e palestrante norte-americano,  revelou que Goddard morreu em decorrência da Síndrome de Boerhaave, e não de um ataque cardíaco, como registrado em sua certidão de óbito.

## Vida pessoal
Goddard casou-se pela primeira vez em 1923 com Mildrid Mary Hughes, uma inglesa nascida em Blackburn. O casal teve um filho, Joseph, nascido em 1924. Seu segundo casamento foi com Catherine Willa Van Schmus, norte-americana, com quem teve uma filha, Victoria, nascida em 1942.

## Obras
- Ao seu comando (1939; Publicações Goddard)
- Sua Fé é Sua Fortuna (1941; Publicações Goddard)
- Liberdade para Todos: Uma Aplicação Prática da Bíblia (1942; Goddard Publications)
- O Sentimento é o Segredo (1944; Publicações Goddard)
- Oração: A Arte de Acreditar (1946; Publicações Goddard)
- A Busca (1946; Publicações Goddard)
- Fora Deste Mundo  (1949; Publicações Goddard)
- O Poder da Consciência (1952; Publicações Goddard)
- O Uso Criativo da Imaginação (1952; Publicações Goddard)
- O Despertar da Imaginação (1954; DeVorss & Company)
- Tempo de Semear e Colher (1956; DeVorss & Company)
- Eu Conheço Meu Pai (1960; DeVorss & Company)
- A Lei e a Promessa (1961; DeVorss & Company)
- Ele Quebra a Casca  (1964; DeVorss & Company)
- Ressurreição (1966; DeVorss & Company)